# Episodi di Shin Chan (2005)
Questi sono gli episodi della serie anime Shin Chan mandati originariamente in onda nel 2005. Tutti questi episodi non sono arrivati in Italia.
Ogni episodio è diviso in mini-episodi della durata di circa 10 minuti l'uno.

## Episodi
| Nº          | Titolo giapponese 「Kanji」 - Rōmaji | In onda           | In onda |
| Nº          | Titolo giapponese 「Kanji」 - Rōmaji | Giapponese        |         |
| 517         | 「お昼はコレが食べたいゾ」 - o hiru ha kore ga tabeta i zo 「お外でアソブとあったかいゾ」 - o soto de asobu toattakai zo | 7 gennaio 2005    |         |
| 518         | 「マサオくんがやっちゃった！ゾ」 - masao kungayacchatta! zo 「準備はオッケーだゾ」 - junbi ha okke da zo | 14 gennaio 2005   |         |
| 519         | 「コタツの長い一日だゾ」 - kotatsu no nagai tsuitachi da zo 「マサオ君のカケモチ人生だゾ」 - masao kun no kakemochi jinsei da zo | 21 gennaio 2005   |         |
| 520         | 「みさえ刑事純情派だゾ」 - misae keiji junjōha da zo 「燃えるオーディションだゾ」 - moe ru odeishon da zo | 28 gennaio 2005   |         |
| 521         | 「子ネコを拾ったゾ」 - ko neko wo hirotta zo 「オラ美人になるゾ」 - ora bijin ninaru zo | 4 febbraio 2005   |         |
| 522         | 「ハナ水が止まらないゾ」 - hana mizu ga toma ranai zo 「母ちゃんがケーキを作るゾ」 - kaachan ga keki wo tsukuru zo | 18 febbraio 2005  |         |
| 523         | 「合コンするゾ」 - gōkon suru zo 「かわいいひまにゴ用心！だゾ」 - kawaiihimani go yōjin! da zo | 25 febbraio 2005  |         |
| 524         | 「ありがた～いお寿司だゾ」 - arigata ~ io sushi da zo 「先生たちの健康診断だゾ」 - sensei tachino kenkōshindan da zo | 4 marzo 2005      |         |
| 525         | 「お弁当コンクールだゾ」 - o bentō konkuru da zo 「インタビューに答えるゾ」 - intabyu ni kotae ru zo | 11 marzo 2005     |         |
| Speciale 46 | 「オラは犬です！だゾ」 - ora ha inu desu! da zo 「父ちゃんのダイエットだゾ」 - tōchan no daietto da zo | 2 aprile 2005     |         |
| 526         | 「もてもてマサオくんだゾ」 - motemote masao kunda zo 「ムリして若返っちゃうゾ」 - muri shite jaku kaecchi yau zo | 22 aprile 2005    |         |
| 527         | 「明日からダイエットだゾ」 - ashita kara daietto da zo 「テレビ朝日を見学するゾ」 - terebi asahi wo kengaku suru zo | 29 aprile 2005    |         |
| 528         | 「ひろしのときめきの日々だゾ」 - hiroshinotokimekino hibi da zo 「ふってふってふってだゾ」 - futtefuttefutteda zo | 6 maggio 2005     |         |
| 529         | 「アイ・ラブ・ミッチーだゾ」 - ai. rabu. micchi da zo 「あこがれのゴージャス・パフェだゾ」 - akogareno gojasu. pafe da zo | 20 maggio 2005    |         |
| 530         | 「父ちゃんとお散歩だゾ」 - tōchan too sanpo da zo 「ガレージが使えないゾ」 - gareji ga tsukae nai zo | 27 maggio 2005    |         |
| 531         | 「父ちゃんは風船がお好き！？だゾ」 - tōchan ha fūsen gao suki!? da zo 「上尾先生がご指導するゾ」 - ageo sensei gago shidō suru zo | 3 giugno 2005     |         |
| 532         | 「グレてやる！？だゾ」 - gure teyaru!? da zo 「ケータイの番をするゾ」 - ketai no ban wosuru zo | 10 giugno 2005    |         |
| 533         | 「口笛はヒュ～ゥだゾ」 - kuchibue ha hyu ~ u da zo 「お好み焼きを作るゾ」 - o konomi yaki wo tsukuru zo | 17 giugno 2005    |         |
| 534         | 「もえPに大変身だゾ」 - moe p ni taihen mi da zo 「まつざか先生見ちゃいや～んだゾ」 - matsuzaka sensei michi yaiya ~ nda zo | 24 giugno 2005    |         |
| 535         | 「サインしちゃうゾ」 - sain shichau zo 「ひまわりが耳鼻科に行くゾ」 - himawariga jibika ni iku zo | 8 luglio 2005     |         |
| 536         | 「母ちゃんを看病するゾ」 - kaachan wo kanbyō suru zo 「隠れ家レストランに行くゾ」 - kakure ie resutoran ni iku zo | 15 luglio 2005    |         |
| 537         | 「めんどうくさいゾ」 - mendōkusai zo 「竹馬作って乗っちゃうゾ」 - takeuma tsukutte jōcchi yau zo | 29 luglio 2005    |         |
| 538         | 「ジュースが飲みたいゾ」 - jusu ga nomi tai zo 「ズッキンでドッキン！だゾ」 - zukkin de dokkin! da zo | 5 agosto 2005     |         |
| 539         | 「CDショップへ行くゾ」 - cd shoppu he iku zo 「ゆかたで花火大会だゾ」 - yukatade hanabitaikai da zo | 12 agosto 2005    |         |
| 540         | 「オオクワガタを捕るゾ(1)」 - ookuwagata wo toru zo (1) 「オオクワガタを捕るゾ(2)」 - ookuwagata wo toru zo (2) | 19 agosto 2005    |         |
| 541         | 「あつくるしいゾ」 - atsukurushii zo 「かたたたたき券だゾ」 - katatatataki ken da zo | 26 agosto 2005    |         |
| 542         | 「あつくる先生、登場！だゾ」 - atsukuru sensei, tōjō! da zo 「ウォーキング・デートだゾ」 - uokingu. deto da zo | 2 settembre 2005  |         |
| 543         | 「サッカーで勝負だゾ」 - sakka de shōbu da zo 「ひまわりがのっけちゃうゾ」 - himawariganokkechau zo | 9 settembre 2005  |         |
| 544         | 「エキスパンダーできたえるゾ」 - ekisupanda dekitaeru zo 「アロマ～な気分だゾ」 - aroma ~ na kibun da zo | 16 settembre 2005 |         |
| 545         | 「プチファイヤ～ ポだゾ」 - puchifaiya ~ po da zo 「アクセサリーをつくるゾ」 - akusesari wotsukuru zo | 23 settembre 2005 |         |
| Speciale 47 | 「子守りはオラにおまかせだゾ」 - komori ha ora niomakaseda zo 「映画「嵐を呼ぶ アッパレ！戦国大合戦」」 - eiga (arashi wo yobu appare! sengoku dai kassen)                                                                                                | 1º ottobre 2005   |         |
| 546         | 「ネネちゃんがおヘソを曲げちゃったゾ」 - nene changao heso wo mage chatta zo 「まつたけをもらったゾ」 - matsutakewomoratta zo | 28 ottobre 2005   |         |
| 547         | 「早起きは三文のトク！？だゾ」 - hayaoki ha sanmon no toku!? da zo 「苦手をコクフクするゾ」 - nigate wo kokufuku suru zo | 4 novembre 2005   |         |
| 548         | 「運動会でファイヤーだゾ」 - undōkai de faiya da zo 「しいぞう先生やめないで！だゾ」 - shiizō sensei yamenaide! da zo | 11 novembre 2005  |         |
| 549         | 「ギックリ腰でも食べたいゾ」 - gikkuri koshi demo tabeta i zo 「さよならファイヤー！だゾ」 - sayonara faiya! da zo | 18 novembre 2005  |         |
| 550         | 「ペンキを塗るゾ」 - penki wo nuru zo 「ひまのお気に入りだゾ」 - himanoo kiniiri da zo | 25 novembre 2005  |         |
| 551         | 「合コンデビューだゾ」 - gōkon debyu da zo 「頼むからひとりにしてだゾ」 - tanomu karahitorinishiteda zo | 2 dicembre 2005   |         |
| 552         | 「シロもおしゃれをするゾ」 - shiro moosharewosuru zo 「湯豆腐を食べたいゾ」 - yudōfu wo tabeta i zo | 9 dicembre 2005   |         |
| Speciale 48 | 「男たちの大和だゾ」 - otoko tachino yamato da zo 「迷子になったゾ」 - maigo ninatta zo 「雨にも負けず風にも負けないゾ(1)」 - ame nimo make zu kaze nimo make nai zo (1) 「雨にも負けず風にも負けないゾ(2)」 - ame nimo make zu kaze nimo make nai zo (2) | 16 dicembre 2005  |         |